# リカセトロン
リカセトロン(Ricasetron, BRL-446470)は、セロトニンの5-HT3受容体の選択的アンタゴニストとして作用する薬剤である。他の5-HT3受容体拮抗薬と同様に、制吐薬としての作用を持つ。また、関連の薬剤よりもかなり強い抗不安薬の作用も持ち、ベンゾジアゼピン系の抗不安薬と比べて副作用は少ない。しかし、医療用途の開発はなされなかった。